# 젤랄 바야르
마흐무드 젤랄레딘 바야르(튀르키예어: Mahmud Celâleddin Bayar, 1883년 5월 16일~1986년 8월 22일)는 튀르키예의 정치인으로, 튀르키예의 총리(1937년~1939년)와 대통령(1950년~1960년)을 지냈다. 그가 103세의 나이로 사망할 당시, 그는 가장 오랫 동안 생존했던 전 국가 원수였다. (이 기록은 2008년, 캄보디아 전 총리 "Chau Sen Cocsal Chhum"에 의해 깨졌다.)
튀르키예 건국 시기에 경제 관료로 활약하며 아타튀르크 행정부의 경제 정책을 주도했으며, 1946년 중도 우파 정당 튀르키예 민주당(Demokrat Parti)을 설립해, 튀르키예 사상 최초로 선거를 통한 정권 교체를 실현했다. 1950년 민주당 정권의 대통령이 되었으나, 1960년 군사 쿠데타로 실각했다.

## 유년 시절
1883년 부르사 주의 겜리크에서 오스만령 불가리아의 롬에서 이주해온 종교지도자의 아들로 태어났다. 졸업 후 겜리크에 있는 법정에서 일했고, 그 후 지라트 은행(Ziraat Bankası)과 부르사의 도이체 오리엔트 은행에서 일했다.

## 같이 보기
- 무스타파 케말 아타튀르크
- 이스메트 이뇌뉘
- 아드난 멘데레스